# Casas de estilo moderno en Berlín
Las Casas de estilo moderno en Berlín son un conjunto de seis edificaciones de vivienda que se construyeron de 1919 a 1934 y constituyen unos ejemplos destacados de la arquitectura local de los años 1920.
Los edificios están situados en Berlín (Alemania) y abarcan un área protegida de 88,1 hectáreas y un área de respeto de 225 hectáreas. Las edificaciones ejemplifican el movimiento de reforma de la edificación, el Movimiento Moderno, que contribuyó a mejorar la habitabilidad y la salubridad de las viviendas para las personas con rentas bajas, desde el punto de vista del urbanismo, la arquitectura y el diseño de jardines.
El conjunto residencial fue declarado como Patrimonio de la Humanidad por la Unesco en 2008. Las propiedades también son ejemplos excepcionales de nuevas tipologías urbanas y arquitectónicas, representando soluciones de diseño novedosas, así como innovaciones técnicas y estéticas.
Bruno Taut, Martin Wagner y Walter Gropius estuvieron entre los arquitectos de estos proyectos que ejercieron considerable influencia sobre el desarrollo de la edificación de viviendas a nivel mundial.

## Contexto
La transformación de Berlín en una metrópolis durante el siglo XIX supuso problemas de vivienda considerables para los obreros de las fábricas. Entonces varias modificaciones en las leyes a finales del siglo facilitaron la realización de una cultura de vivienda social enmarcadas en proyectos con urbanizaciones ajardinadas.

## Cuadro de las edificaciones
Las casas de estilo moderno en Berlín es el conjunto de las edificaciones declaradas como Patrimonio de la Humanidad por la Unesco en el año 2008. Está compuesto por los siguientes monumentos:
| Código   | Nombre                                         | Distrito                                    | Año de construcción | Diseñador                                            | Arquitecto                                                                             | Coordenadas                                | Fotografía |
| -------- | ---------------------------------------------- | ------------------------------------------- | ------------------- | ---------------------------------------------------- | -------------------------------------------------------------------------------------- | ------------------------------------------ | ---------- |
| 1239-001 | Ciudad jardín Falkenberg (Tuschkastensiedlung) | Bohnsdorf (Treptow-Köpenick)                | 1913 – 1916         | Bruno Taut                                           | Bruno Taut Heinrich Tessenow                                                           | 52°24′39″N 13°34′00″E / 52.41083, 13.56667 |            |
| 1239-002 | Siedlung Schillerpark                          | Wedding (Mitte)                             | 1924 – 1930         | Bruno Taut                                           | Bruno Taut Max Taut (Wiederaufbau) Hans Hoffmann (Erweiterung)                         | 52°33′34″N 13°20′56″E / 52.55944, 13.34889 |            |
| 1239-003 | Großiedlung Britz (Hufeisensiedlung)           | Britz (Neukölln)                            | 1925 – 1930         | Bruno Taut                                           | Bruno Taut Martin Wagner                                                               | 52°26′54″N 13°27′00″E / 52.44833, 13.45000 |            |
| 1239-004 | Wohnstadt Carl Legien                          | Prenzlauer Berg (Pankow)                    | 1928 – 1930         | Bruno Taut                                           | Bruno Taut Franz Hillinger                                                             | 52°32′47″N 13°26′01″E / 52.54639, 13.43361 |            |
| 1239-005 | Weiße Stadt                                    | Reinickendorf (Reinickendorf)               | 1929 – 1931         | Otto Rudolf Salvisberg Martin Wagner (Gesamtleitung) | Otto Rudolf Salvisberg Bruno Ahrends Wilhelm Büning                                    | 52°34′10″N 13°21′03″E / 52.56944, 13.35083 |            |
| 1239-006 | Großiedlung Siemensstadt (Ringsiedlung)        | Charlottenburg (Charlottenburg-Wilmersdorf) | 1929 – 1934         | Hans Scharoun Martin Wagner (Gesamtleitung)          | Hans Scharoun Walter Gropius Otto Bartning Fred Forbat Hugo Häring Paul Rudolf Henning | 52°32′22″N 13°16′39″E / 52.53944, 13.27750 |            |